# Donaldas Kairys
Donaldas Kairys (Šilutė, 6 marzo 1977) è un allenatore di pallacanestro ed ex cestista lituano.

## Palmarès

### Allenatore
- Campionato bielorusso: 1

Cmoki Minsk: 2013-2014
- Campionato estone: 2

Kalev/Cramo: 2017-2018, 2018-2019
- Coppa di Bielorussia: 1

Cmoki Minsk: 2014